# Malawis riksvapen
Malawis riksvapen visar ett lejon i mittfältet, som påminner om att Malawi tillhör brittiska samväldet. Symbolen för vatten syftar på Malawisjön (Nyasasjön). Den uppgående solen längst ner är kopierad från vapnet för Nyasaland, landets namn under kolonitiden. Vapenskölden bärs upp av ett lejon, en leopard och en örn, symboler för den inhemska faunan. Längst ner på postamentet visas Mlanje, landets högsta berg.